# Agrigento régészeti listája
Az Agrigento régészeti lelőhelyei listája szócikk Agrigento szicíliai város ókori romkertjének nevezetességeit sorolja fel.

## Templomok és szentélyek
- Héra-templom, más néven lakiniai Júnó temploma
- Concordia-templom
- Aszklépiosz-templom
- Héraklész-templom
- Olümpeion
- A khthonikus istenek szentélye
- A Dioszkuroszok temploma
- Héphaisztosz-templom vagyis Vulcanusé
- Démétér és Zeusz szentélye
- Aszklépiosz szentélye
- Démétér-templom
- Pallasz Athéné-templom
- Ízisz-templom

## Középületek
- Agora
- Akragaszi Fálarisz oratóriuma
- Gümnaszion
- Buleutérion
- Akragaszi Teron sírja
- Bazilikula
- Kolümbétra-kert (ma is gazdálkodnak rajta)
- Hipogeumok

## A nekropoliszok és az arkoszólium
- Bizánci arkoszólium
- Szabadtéri nekropolisz
- Fregapane és Rotunda nekropolisza
- A Pezzino kerület nekropolisza
- A Mosè kerület nekropolisza
- Római vagy Giambertoni nekropolisz
- A Montelusa kerület nekropolisza

## Görög–római negyed
- Afrodité háza
- Mozaikos ház
- Perisztülionos ház
- A mester háza
- Portikuszos ház
- Emeletes átriumos ház
- Kétszintes ház
- Horogkeresztes ház
- Gazellás ház
- Kanthrosz háza
- Dionüszosz háza
- A sportoló háza

## Erődítések
- Városfalmaradványok
- Kapuk
- Átkaroló bástya
- Egyéb erődítmények

## Girgenti dombja
Girgenti dombjától húzódik az akropolisz.

## Collina dei Templi

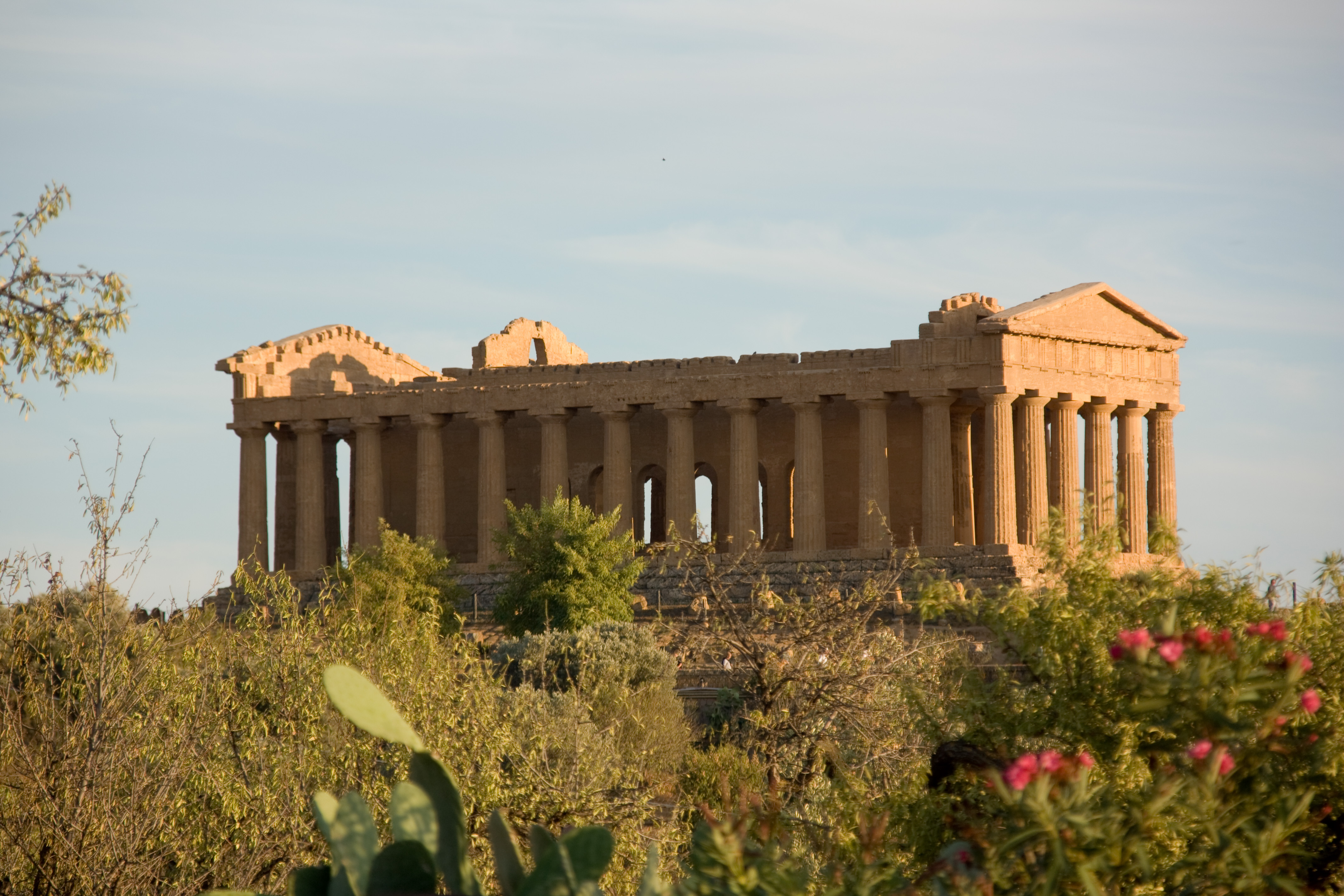
Concordia-templom, Agrigento régészeti lelőhelyei, 2008

A Templomok dombja délkeleti fennsíkján sorakoznak a híres ókori görög templomok, amelyek Agrigentót jelképezik a világ szemében. Az itt talált Héraklész, Zeusz, Concordia, Héra, Dioszkuroszok, Héphaisztosz és Démétér-templomokon kívül ki kell emelni a görög-római lakónegyedet, a görög ekklésziasztérion monumentális nézőterét és a régészeti múzeumot, amelyek lehetővé teszik, hogy teljesebb képet kapjunk a görög jelenlétről a városban. Az utóbbi időben (2004) is előkerült itt egy római templomocska.

## A hipogeumok
A hipogeumok (a görög úposz, alatt és géosz, föld szavak összetételéből) Agrigento olyan mesterséges üregei és alagútjai, amiket az ember a különböző korokban, ugyanabba a sziklába vájt, amelyből a város történelmi emlékeit és központja jórészét is építették. Feladatuk a földalatti vizek összegyűjtése és elvezetése volt. Egyes kutatók szerint még katonai-védelmi célokra is használták őket. Az alábbi négy folyosótörzsüket lehet megkülönböztetni az ókori vízvezeték alapján:

### Első törzs – Athéné-szikla
Az Athéné-sziklától, Agrigento keleti magaslatától Castor és Pollux templomáig húzódik és a következő hipogeumokat tartalmazza: 
- Démétér sziklaszentélye
- San Biagio
- Coddu Virdi
- Tamburello
- Bonamorone
- Filippazzo
- Giacatello
- Sala-Perez
- Zuccarello
- Dara
- Lu Cuccu
- San Calogero
- Pipitusario
- Forche
- Amela
- Dioszkuruszok

### Második törzs – Sperone törzse
Hipogeumai:
- Fafante, a San Biagio-folyó mellett
- Natalello, a Villaggio Mosè negyedben

### Harmadik törzs – Monserrato törzse
A Monserrato negyed, a várostól délre hipogeumai:
- Dovico
- Zunica
- Sileci
- Giudice
- Tuttolomondo
- Quaglia
- Lo Mascolo

### Negyedik törzs – a Domb-törzs
A várostól nyugatra, hipogeumai: 
- Villa Piccola, a Porta di Pontéval szemközt, ma a hasonnevű villa alatt
- Mirati
- Fontana dei Canali
- Gebbia Grande
- Purgatorio
- Santa Lucia
- Acqua Amara
- Santa Maria dei Greci
- Oblati
- Puzzillo

## Bibliográfia
- Calogero Miccichè, Gli Ipogei Agrigentini, tra archeologia, storia e mitologia, 1996
- I.P.S.C.T Nicolò Gallo e S.M.S Luigi Pirandello, Testimonianze Akragantine – Gli Ipogei, 2000

## Fordítás
Ez a szócikk részben vagy egészben  a   Siti archeologici ad Agrigento című olasz Wikipédia-szócikk ezen változatának fordításán alapul.  Az eredeti cikk szerkesztőit annak laptörténete sorolja fel. Ez a jelzés csupán a megfogalmazás eredetét és a szerzői jogokat jelzi, nem szolgál a cikkben szereplő információk forrásmegjelöléseként.